# نقاط الحياة (ألعاب فيديو)

مثال لنقاط الحياة.

نقاط الحياة (بالإنجليزية: Health Points)‏ هي سمة مخصصة للكيانات ضمن ألعاب تقمص الأدوار وتشير إلى حالة ذلك الكيان خلال المعارك. وعادة ما تقاس الصحة بما يعرف بنقاط الصحة أو نقاط الضرب. عندما تنفد هذه النقاط وتصل إلى الصفر، فيفقد اللاعب إحدى أرواحه أو يصبح عاجزا أو يموت. عندما تصل نقاط العدو إلى الصفر، فتتم مكافأة اللاعب بطريقة أو بأخرى.
أي كيان داخل اللعبة يمكن أن تكون له نقاط صحة، بما في ذلك الشخصيات الملعوبة، والشخصيات غير الملعوبة والكائنات. أما الكيانات التي لا يمكن تدميرها فليس لها نقاط صحة.
يتم عرض الصحة كقيمة رقمية، مثل "50/100". هنا، يشير الرقم الأول القيمة الحالية للصحة بينما يشير الثاني يشير إلى الحد الأقصى. في ألعاب الفيديو، يمكن عرض الصحة بيانيا، مثل القضيب الذي يفرغ نفسه عندما يفقد الكيان نقاط صحته، أو الرموز التي تتغير، أو بمزيد من الطرق الجديدة.